# Anagallis tenella
Anagallis tenella är en viveväxtart som först beskrevs av Carl von Linné, och fick sitt nu gällande namn av Carl von Linné. Anagallis tenella ingår i släktet Anagallis och familjen viveväxter. Inga underarter finns listade i Catalogue of Life.

## Bildgalleri

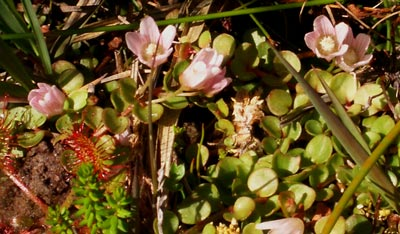
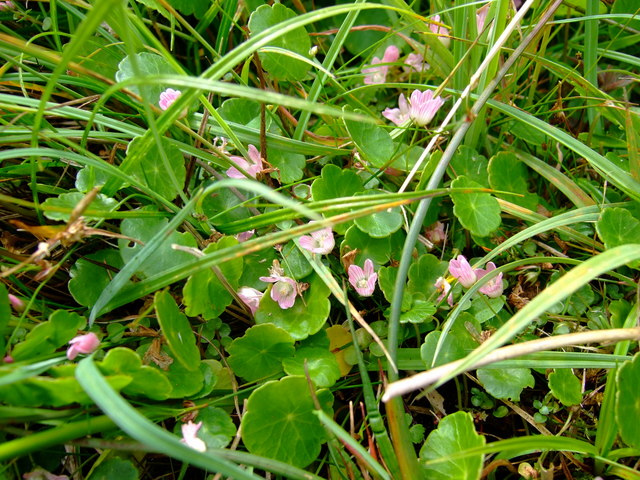
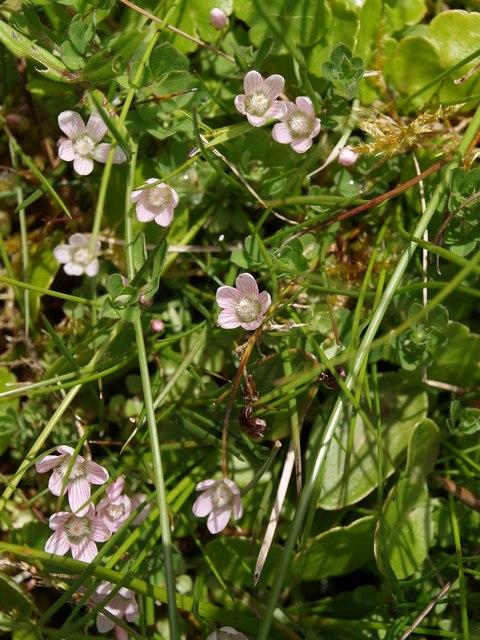
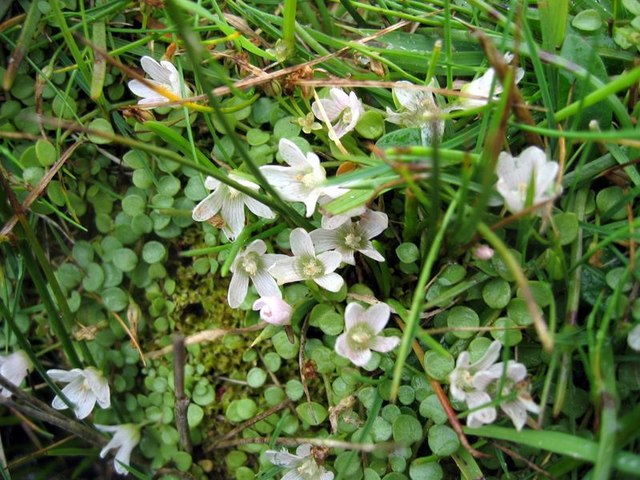
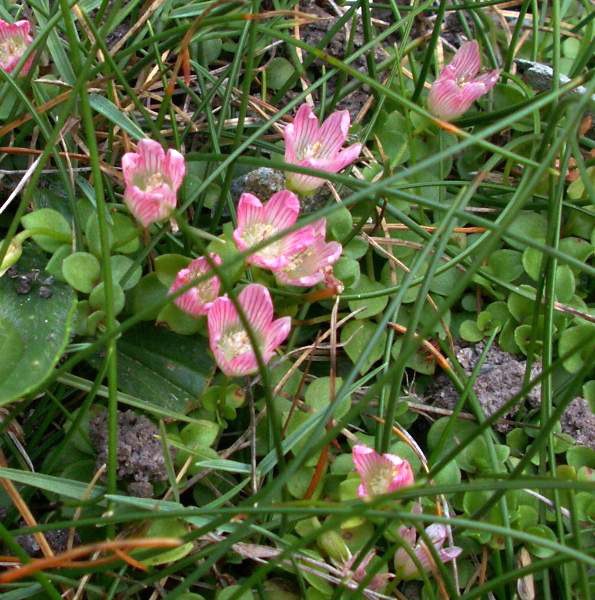
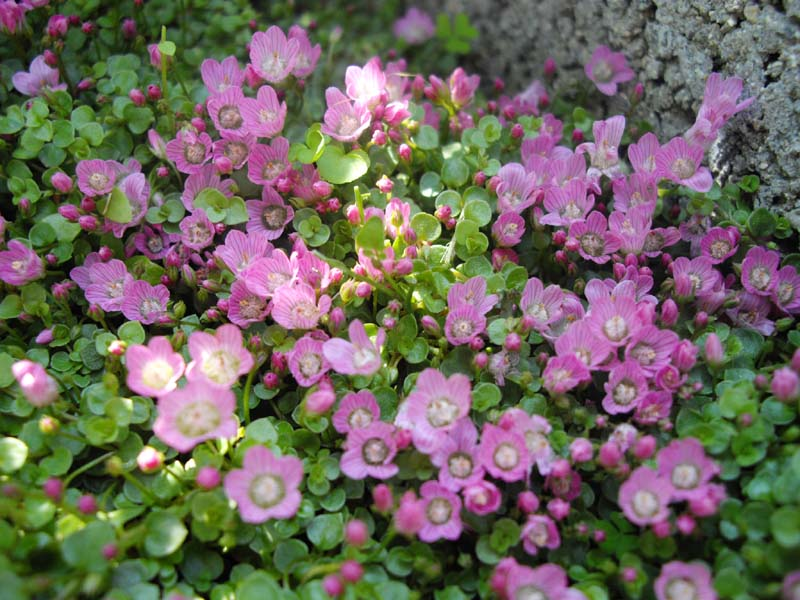